# 마운트 앤 블레이드 2: 배너로드
《마운트 앤 블레이드 2: 배너로드》(Mount & Blade II: Bannerlord)는 새롭게 다가오는 중세를 배경으로 한 전략 시뮬레이션 게임이며, 테일월즈 엔터테인먼트에 의해 개발 중이다. 본편(《마운트 앤 블레이드》)은 2012년에 출시되었으며, 그에 대한 본편으로 《마운트 앤 블레이드: 워밴드》가 출시되기도 했다. 《마운트 앤 블레이드 2: 배너로드》의 출시일은 미정이다.

## 참고 문헌
- Mount & Blade II: Bannerlord at TaleWorlds Entertainment